# Burgers' Safari
Burgers' Safari is een leefgebied voor savannedieren in Burgers' Zoo in Arnhem, Gelderland. Toen het in 1968 werd geopend, was het het eerste safaripark met leeuwen op het Europese vasteland. In het begin kon men met de eigen auto tussen de wilde dieren doorrijden, later, tot 1995, alleen met een autobus van het park. Sinds 1995 is het alleen nog maar mogelijk om door het safaripark te lopen. Het safarigebied geeft een indruk van een Afrikaanse savanne en is alleen door middel van een 250 meter lange overdekte loopbrug te bezoeken. De savanne is via de brug verbonden met Burgers' Bush.

## Renovatie
In 2007 is de savanne van de dierentuin uitgebreid met een congrescentrum, een restaurant en nieuwe stallen voor de dieren. Deze uitbreiding is tegen de bush aan gebouwd en vormgegeven als een rotsformatie in de savanne. De open vlakte werd heringericht als Oost-Afrikaanse savanne. Een terras van het Safari Restaurant en de vergaderzaal kijken uit op de savanne. Vanaf de savanne geven deze gebouwen de indruk van een Afrikaanse jachtlodge. Bezoekers kunnen langs de savanne wandelen en jachtluipaarden en leeuwen achter glas bezichtigen.
Om het gebied meer Oost-Afrikaans te doen lijken zijn de blesbokken, elandantilopen, blauwe gnoes en de struisvogels verbannen uit de collectie. Daarvoor in de plaats zijn Basterdgemsbokken, hartenbeesten, oostelijke witbaardgnoes en Kirks dikdiks gekomen. De basterdgemsbokken en witbaardgnoes zijn uniek voor dierentuinen in Nederland. Bovendien is de groep zebra's de grootste van Europa.

## Fauna
Te zien in Safari zijn: 
- Een verblijf met Rothschildgiraffen,  Grantzebra's, beisas, breedlipneushoorns, Ellipswaterbokken en oostelijke witbaardgnoes.
- Een verblijf voor leeuwen.
- Een verblijf voor jachtluipaarden.
- Een verblijf met roze pelikanen.

## Galerij

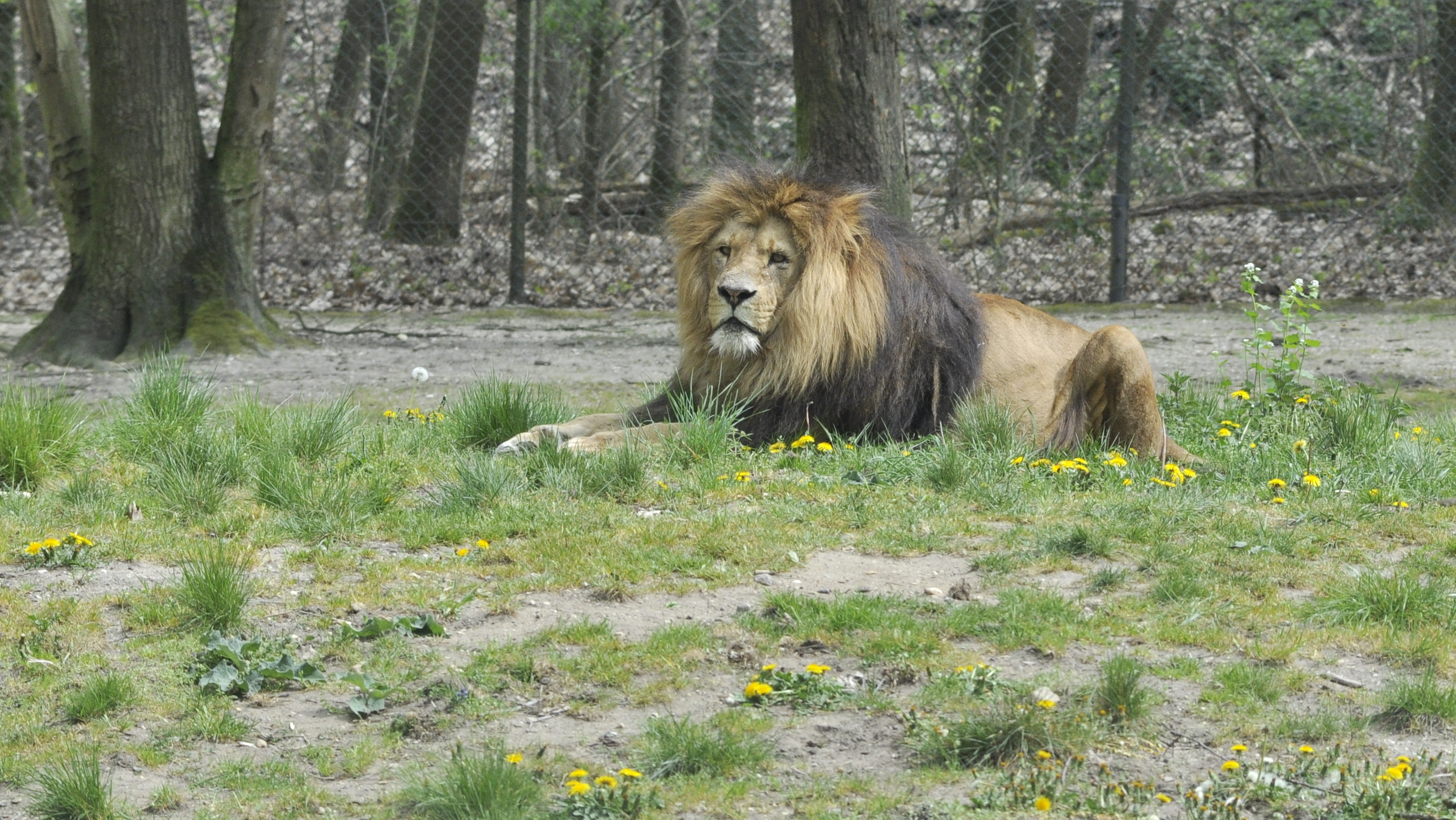
Een leeuw in de zoo
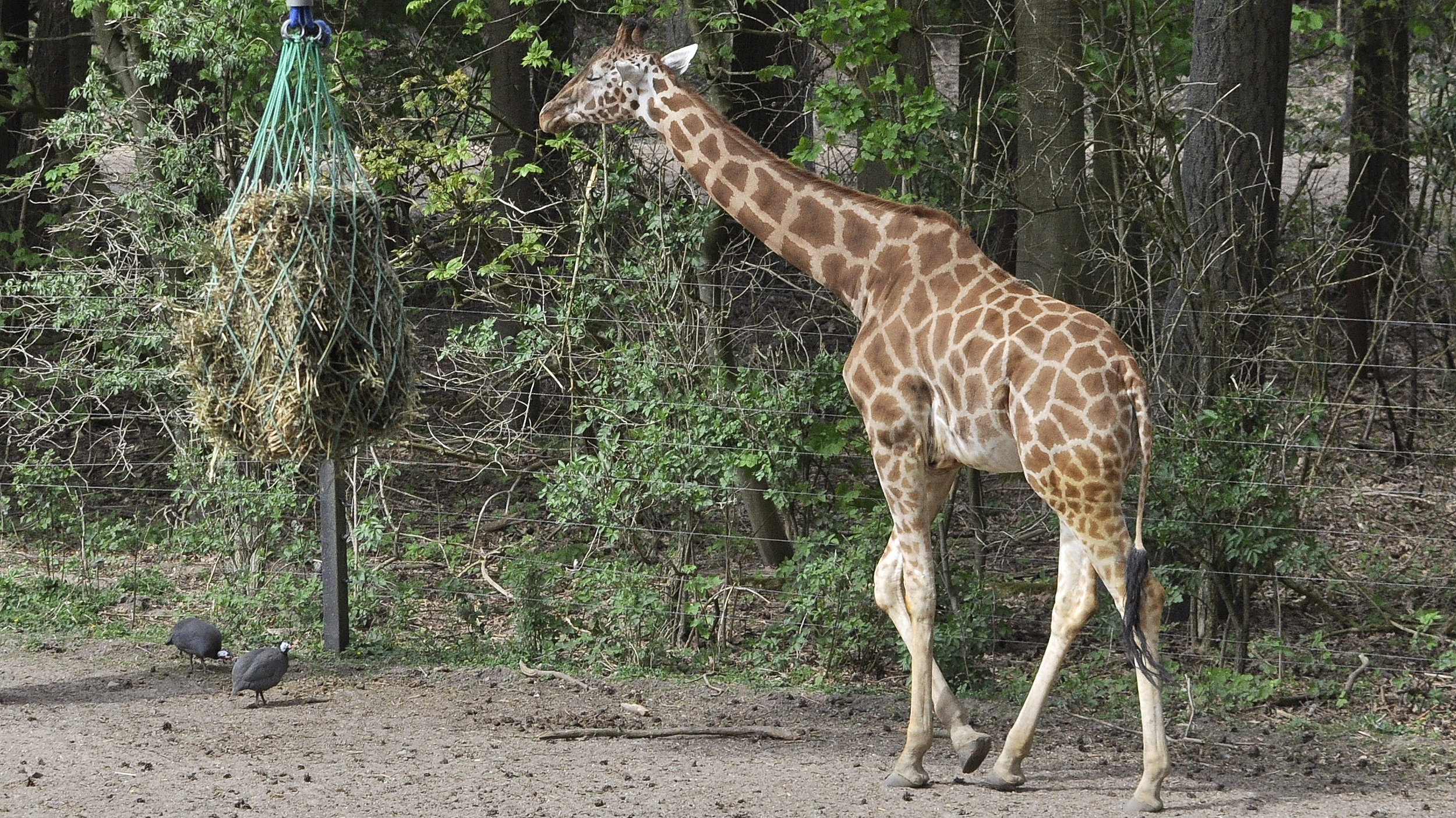
Een Rothschildgiraffe in de zoo
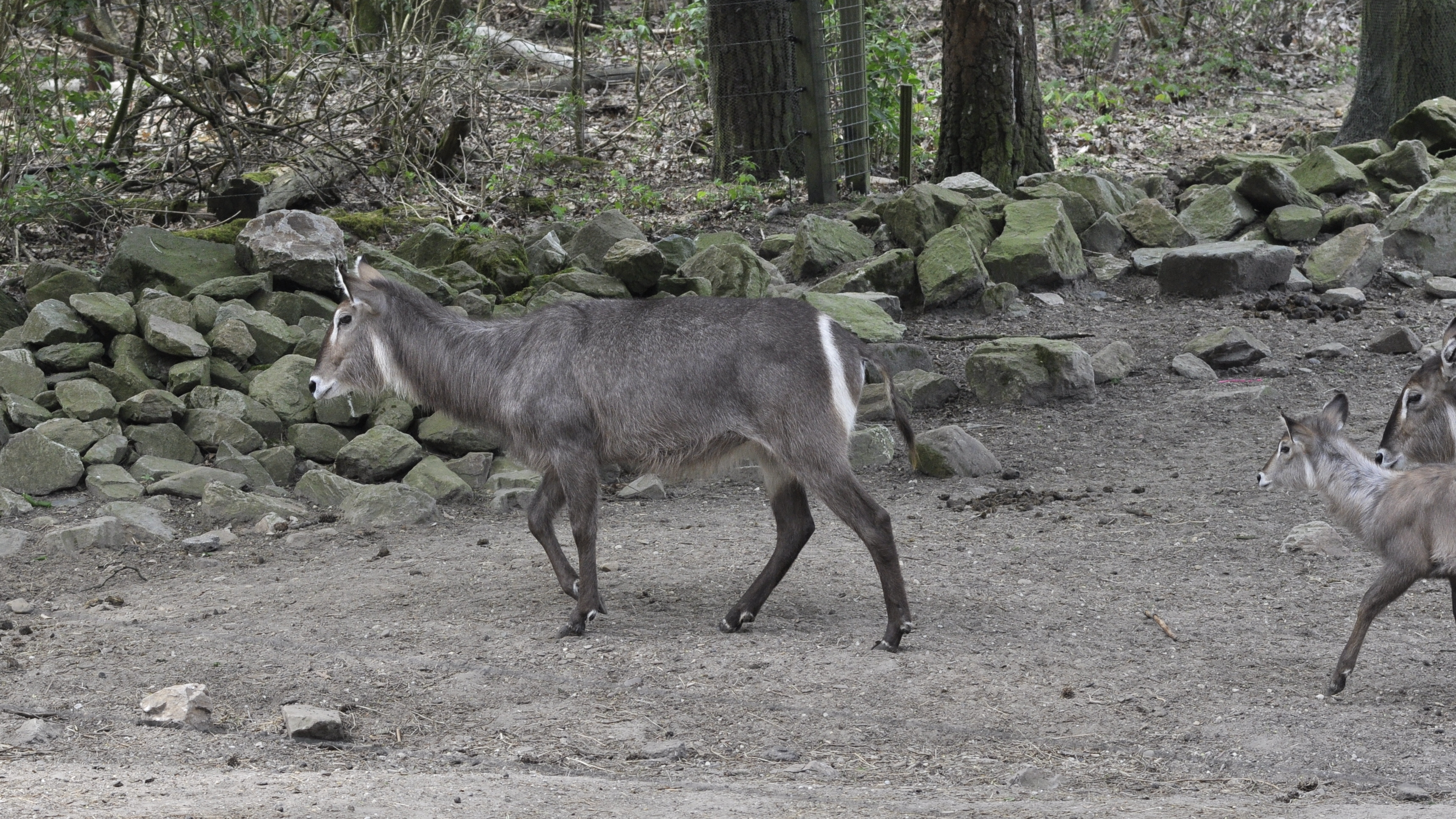
Vrouwtje van een ellipswaterbok in de zoo
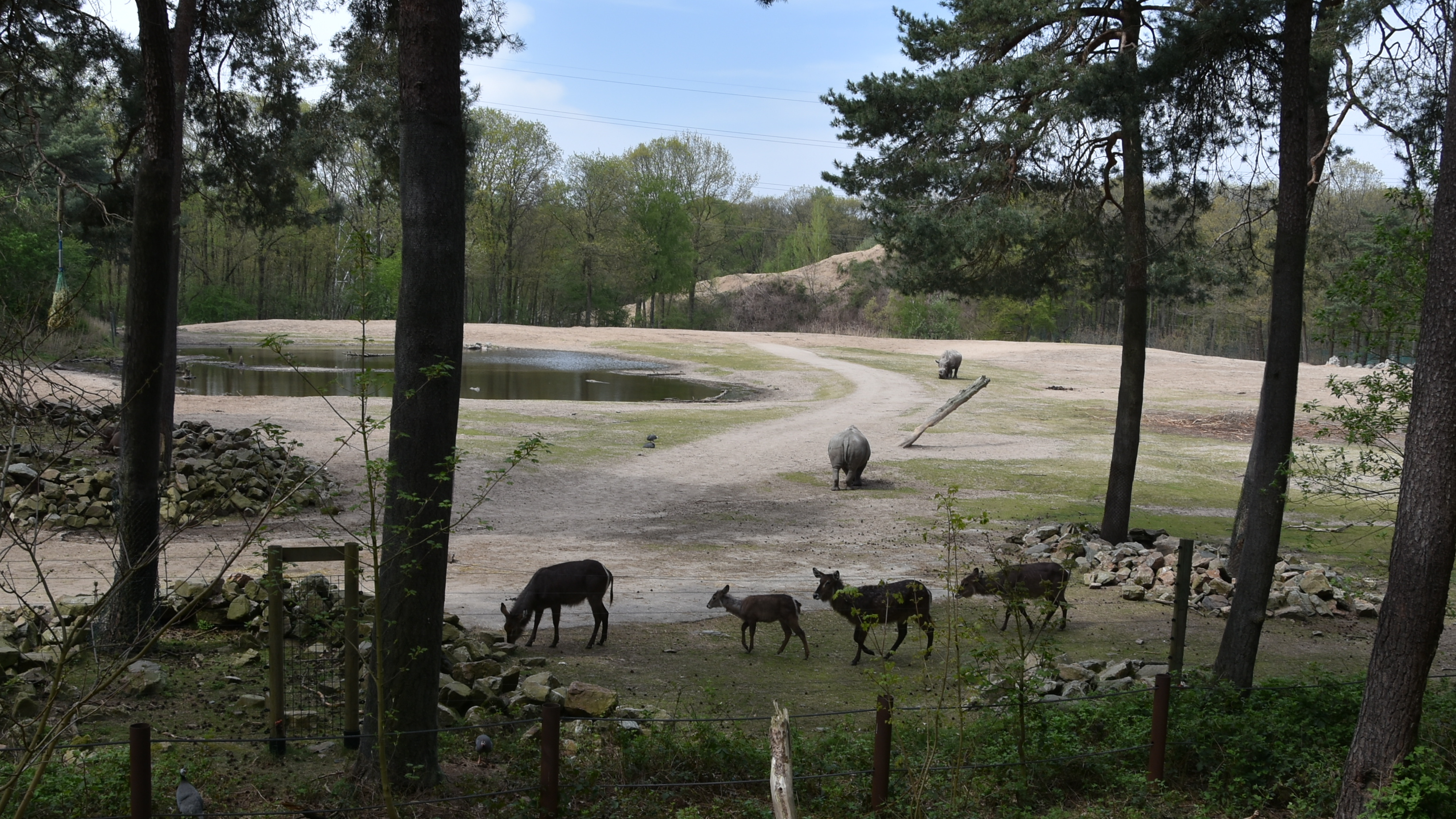
Ellipswaterbokken en witte neushoorns in de zoo